# Монтеджорджо
Монтеджорджо (итал. Montegiorgio) —  коммуна в Италии, располагается в регионе Марке, в провинции Фермо.
Население составляет 6978 человек (2008 г.), плотность населения составляет 146 чел./км². Занимает площадь 47 км². Почтовый индекс — 63025. Телефонный код — 0734.
Покровителем коммуны почитается святой Георгий, празднование 23 апреля.

## Демография
Динамика населения:

## Администрация коммуны
- Официальный сайт: https://web.archive.org/web/20100506050804/http://www.comune.montegiorgio.ap.it/